# لاعبون عرب في الدواري الخمسة الكبرى (موسم 2021-2022)
فيما يلي قائمة جزئية بأسماء لاعبي كرة قدم عرب (أو من أصول عربية) في الدوريات الخمس الكبرى في أوروبا لموسم 2021-2022. المعلومات مأخوذة من موقع ترانسفرماركت.

## الدوري الإسباني
| اللاعب             | الاسم بالأحرف االلاتينية | النادي الحالي 2021-2022 | رقم القميص | الجنسية الأم | الجنسية الحالية | اللعب الدولي   |
| ------------------ | ------------------------ | ----------------------- | ---------- | ------------ | --------------- | -------------- |
| إلياس أخوماش       | Ilias Akhomach Chakkour  | برشلونة                 | 37         | المغرب       | المغرب، إسبانيا |                |
| أسامة ادريسي       | Oussama Idrissi          | قادش                    | 11         | المغرب       | المغرب، هولندا  | المغرب         |
| كريم بنزيما        | Karim Benzema            | ريال مدريد              | 9          | الجزائر      | فرنسا           | فرنسا          |
| ياسين بونو         | Yassine Bono             | إشبيلية                 | 13         | المغرب       | المغرب، كندا    | المغرب         |
| منير الحدادي       | Munir El-Haddadi         | إشبيلية                 | 11         | المغرب       | المغرب، إسبانيا | المغرب         |
| كريم رقيق          | Karim Rekik              | إشبيلية                 | 4          | تونس         | تونس، هولندا    | هولندا (سابقًا) |
| عبد الصمد الزلزولي | Abdessamad Ezzalzouli    | برشلونة                 | 33         | المغرب       | المغرب، إسبانيا |                |
| نبيل فقير          | Nabil Fekir              | ريال بيتيس              | 8          | الجزائر      | فرنسا           | فرنسا (سابقًا)  |
| عيسى ماندي         | Aïssa Mandi              | فياريال                 | 22         | الجزائر      | الجزائر، فرنسا  | الجزائر        |
| يوسف النصيري       | Youssef En-Nesyri        | إشبيلية                 | 15         | المغرب       | المغرب          | المغرب         |
| لوكا زيدان         | Luca Zidane              | رايو فايكانو            | 1          | الجزائر      | فرنسا           |                |

## الدوري الألماني
| اللاعب         | الاسم بالأحرف االلاتينية | النادي الحالي 2021-2022                          | رقم القميص | الجنسية الأم       | الجنسية الحالية | اللعب الدولي |
| -------------- | ------------------------ | ------------------------------------------------ | ---------- | ------------------ | --------------- | ------------ |
| أيمن برقوق     | Aymen Barkok             | آينتراخت فرانكفورت                               | 27         | المغرب             | ألمانيا         | المغرب       |
| إسحاق بلفوضيل  | Ishak Belfodil           | هوفنهايم                                         | 19         | الجزائر            | الجزائر، فرنسا  | الجزائر      |
| رامي بن سبعيني | Ramy Bensebaini          | بوروسيا مونشنغلادباخ                             | 25         | الجزائر            | الجزائر، فرنسا  | الجزائر      |
| إلياس الصخيري  | Ellyes Skhiri            | كولن                                             | 28         | تونس               | تونس، فرنسا     | تونس         |
| حمزة منديل     | Hamza Mendyl             | شالكه (معار حاليا مع غازي عنتاب بي.بي.كي التركي) |            | المغرب، ساحل العاج | المغرب          | المغرب       |

## الدوري الإنكليزي
| اللاعب             | الاسم بالأحرف االلاتينية     | النادي الحالي 2021-2022                                          | رقم القميص | الجنسية الأم                            | الجنسية الحالية | اللعب الدولي |
| ------------------ | ---------------------------- | ---------------------------------------------------------------- | ---------- | --------------------------------------- | --------------- | ------------ |
| ريان آيت نوري      | Rayan Aït Nouri              | وولفرهامبتون                                                     | 3          | الجزائر                                 | فرنسا           | الجزائر      |
| سعيد بن رحمة       | Saïd Benrahma                | وست هام                                                          | 9          | الجزائر                                 | فرنسا           | الجزائر      |
| محمود حسن تريزيجيه | Mahmoud Ahmed Ibrahim Hassan | أستون فيلا (معار إلى نادي باشاكشهر التركي حتى نهاية حزيران 2022) | 17         | مصر                                     | مصر             | مصر          |
| حكيم زياش          | Hakim Ziyech                 | تشيلسي                                                           | 22         | المغرب                                  | المغرب، هولندا  | المغرب       |
| رومان سايس         | Romain Saïss                 | وولفرهامبتون                                                     | 27         | المغرب (لجهة الأب)، فرنسا (لجهة الأم)   | المغرب، فرنسا   | المغرب       |
| محمد صلاح          | Mohamed Salah                | نادي ليفربول                                                     | 11         | مصر                                     | مصر             | مصر          |
| أنور الغازي        | Anwar El Ghazi               | أستون فيلا                                                       | 26         | المغرب                                  | المغرب، بلجيكا  |              |
| عمران لوزة         | Imrân Louza                  | واتفورد                                                          | 6          | المغرب                                  | المغرب، فرنسا   |              |
| يان فاليري         | Yan Valery                   | ساوثهامبتون                                                      | 43         | تونس                                    | تونس، فرنسا     |              |
| آدم ماسينا         | Adam Masina                  | واتفورد                                                          | 11         | المغرب                                  | المغرب، إيطاليا | المغرب       |
| حنبعل المجبري      | Hannibal Mejbri              | نادي مانشستر يونايتد                                             | 46         | تونس                                    | تونس، فرنسا     | تونس         |
| رياض محرز          | Riyad Mahrez                 | نادي مانشستر سيتي                                                | 26         | الجزائر (لجهة الأب)، المغرب (لجهة الأم) | فرنسا           | الجزائر      |
| محمد النني         | Mohamed Elneny               | نادي أرسنال                                                      | 25         | مصر                                     | مصر             | مصر          |
| محمد أمين اليونسي  | Mohamed ElYounoussi          | ساوثهامبتون                                                      | 24         | المغرب                                  | المغرب، النرويج |              |

## الدوري الإيطالي
| اللاعب           | الاسم بالأحرف االلاتينية | النادي الحالي 2021-2022                     | رقم القميص | الجنسية الأم                          | الجنسية الحالية | اللعب الدولي              |
| ---------------- | ------------------------ | ------------------------------------------- | ---------- | ------------------------------------- | --------------- | ------------------------- |
| محمد أمين إحتارن | Mohamed Ihattaren        | يوفنتوس إعارة إلى سامبدوريا                 |            | المغرب                                | هولندا          |                           |
| سفيان أمرابط     | Sofyan Amrabat           | فيورنتينا                                   | 25         | المغرب                                | هولندا          | المغرب                    |
| أحمد بن علي      | Ahmad Benali             | كروتوني                                     | 10         | ليبيا                                 | ليبيا، بريطانيا | ليبيا                     |
| إسماعيل بن ناصر  | Ismaël Bennacer          | ميلان                                       | 4          | الجزائر، المغرب                       | الجزائر، فرنسا  | الجزائر                   |
| مهدي بوربيعة     | Mehdi Bourabia           | ساسولو                                      | 68         | المغرب                                | المغرب، فرنسا   | المغرب                    |
| سامي خضيرة       | Sami Khedira             | يوفنتوس                                     | 6          | تونس (لجهة الأب)، ألمانيا (لجهة الأم) | ألمانيا         | ألمانيا                   |
| ياسين عدلي       | Yacine Adli              | ميلان (إعارة مع نادي بوردو حتى حزيران 2022) |            | الجزائر                               | الجزائر، فرنسا  |                           |
| فوزي غلام        | Faouzi Ghoulam           | نابولي                                      | 31         | الجزائر                               | الجزائر، فرنسا  | الجزائر                   |
| محمد فارس        | Mohamed Fares            | لاتسيو                                      | 96         | الجزائر                               | فرنسا           |                           |
| يوسف مالح        | Youssef Maleh            | فيورنتينا                                   | 14         | المغرب                                | إيطاليا         | المغرب                    |
| عبد الرحمن هروي  | Abderrahman Harroui      | ساسولو                                      | 20         | المغرب                                | المغرب، هولندا  | هولندا تحت 21 سنة (سابقا) |

## الدوري الفرنسي
| اللاعب             | الاسم بالأحرف االلاتينية | النادي الحالي 2021-2022 | رقم القميص | الجنسية الأم                            | الجنسية الحالية | اللعب الدولي                          |
| ------------------ | ------------------------ | ----------------------- | ---------- | --------------------------------------- | --------------- | ------------------------------------- |
| كريم أزاموم        | Karim Azamoum            | تروا                    | 15         | الجزائر                                 | الجزائر، فرنسا  |                                       |
| عز الدين اوناحي    | Azzedine Ounahi          | أنجيه                   | 18         | المغرب                                  | فرنسا           |                                       |
| أمين باسي          | Amine Bassi              | مس                      | 22         | المغرب                                  | المغرب، فرنسا   | المغرب تحت 23                         |
| بلال براهيمي       | Billal Brahimi           | نيس                     | 14         | الجزائر                                 | الجزائر، فرنسا  |                                       |
| حارس بلقبلة        | Haris Belkebla           | بريست                   | 7          | الجزائر                                 | فرنسا           | الجزائر                               |
| ياسين بن رحو       | Yassine Benrahou         | ليون                    | 22         | المغرب (لجهة الأب)، الجزائر (لجهة الأم) | فرنسا           |                                       |
| سامي بن شامة       | Samy Benchama            | مونبلييه                | 26         | الجزائر                                 | الجزائر، فرنسا  |                                       |
| سليم بن صغير       | Salim Ben Seghir         | مارسيليا                | 32         | المغرب                                  | المغرب، فرنسا   | فرنسا تحت 19 (سابقًا)                  |
| نبيل بن طالب       | Nabil Bentaleb           | أنجيه                   | 23         | الجزائر                                 | الجزائر، فرنسا  | فرنسا تحت 19 (سابقًا)، الجزائر (سابقًا) |
| وسام بن يدر        | Wissam Ben Yedder        | موناكو                  | 9          | تونس، فرنسا                             | فرنسا           | فرنسا                                 |
| هشام بوداوي        | Hicham Boudaoui          | نيس                     | 28         | الجزائر                                 | الجزائر، فرنسا  | الجزائر                               |
| رياض بودبوز        | Ryad Boudebouz           | سانت ايتيين             | 7          | الجزائر                                 | الجزائر، فرنسا  | الجزائر                               |
| سفيان بوفال        | Sofiane Boufal           | أنجيه                   | 13         | المغرب                                  | المغرب، فرنسا   | المغرب                                |
| فريد بولاية        | Farid Boulaya            | مس                      | 10         | الجزائر                                 | الجزائر، فرنسا  | الجزائر                               |
| تيدي بولهندي       | Teddy Boulhendi          | نيس                     | 16         | الجزائر                                 | الجزائر، فرنسا  | الجزائر تحت 20 سنة (سابقا)            |
| يوان توزغار        | Yoann Touzghar           | تروا                    | 14         | تونس                                    | تونس، فرنسا     |                                       |
| ريان بوعلاق        | Ryan Bouallak            | تروا                    | 1          | الجزائر                                 | الجزائر، فرنسا  |                                       |
| أسامة ترغالين      | Oussama Targhaline       | مارسيليا                | 26         | المغرب                                  | المغرب          | المغرب تحت 23 سنة                     |
| أمين حارث          | Amine Harit              | مارسيليا                | 24         | المغرب                                  | المغرب، فرنسا   | المغرب                                |
| وليد الحجام        | Oualid El Hajjam         | تروا                    | 19         | المغرب                                  | المغرب، فرنسا   |                                       |
| أشرف حكيمي         | Achraf Hakimi            | باريس سان جيرمان        | 2          | المغرب                                  | المغرب، إسبانيا | المغرب                                |
| رومان حمومة        | Romain Hamouma           | سانت ايتيين             | 21         | الجزائر                                 | فرنسا           |                                       |
| وهبي خزري          | Wahbi Khazri             | سانت ايتيين             | 10         | تونس                                    | تونس            | تونس                                  |
| أندي ديلور         | Andy Delort              | نيس                     | 7          | الجزائر                                 | الجزائر، فرنسا  | الجزائر                               |
| عادل رامي          | Adil Rami                | تروا                    | 23         | المغرب                                  | المغرب، فرنسا   |                                       |
| مهدي زرقان         | Mehdi Zerkane            | بوردو                   | 8          | الجزائر                                 | فرنسا           | الجزائر                               |
| إحسان ساكو         | Ihsan Sacko              | نيس                     | -          | الجزائر                                 | فرنسا           |                                       |
| إسلام سليماني      | Islam Slimani            | ليون                    | 13         | الجزائر                                 | الجزائر         | الجزائر                               |
| نسيم شاذلي         | Nassim Chadli            | تروا                    | 28         | المغرب                                  | المغرب، فرنسا   |                                       |
| ريان شرقي          | Rayan Cherki             | ليون                    | 18         | الجزائر                                 | فرنسا           |                                       |
| فؤاد شفيق          | Fouad Chafik             | ديجون                   | 26         | المغرب                                  | المغرب          |                                       |
| ونيس طيبي          | Waniss Taïbi             | أنجيه                   | 26         | الجزائر                                 | الجزائر، فرنسا  |                                       |
| يونس عبد الحميد    | Yunis Abdelhamid         | رانس                    | 5          | المغرب                                  | المغرب، فرنسا   | المغرب                                |
| ياسين عدلي         | Yacine Adli              | بوردو                   | 19         | الجزائر                                 | فرنسا           | فرنسا تحت 20 سنة (سابقا)              |
| يوسف عطال          | Youcef Atal              | نيس                     | 20         | الجزائر                                 | الجزائر         | الجزائر                               |
| ياسر العروسي       | Yasser Larouci           | تروا                    | 22         | الجزائر                                 | الجزائر، فرنسا  |                                       |
| سفيان العكوش       | Sofiane Alakouch         | مس                      | 22         | المغرب                                  | المغرب، فرنسا   | فرنسا تحت 21                          |
| رشيد عليوي         | Rachid Alioui            | أنجيه                   | 7          | المغرب                                  | المغرب، فرنسا   | المغرب                                |
| يانيس عمور         | Yanis Ammour             | مونبلييه                | 18         | تونس                                    | تونس، فرنسا     |                                       |
| حسام عوار          | Houssem Aouar            | ليون                    | 13         | الجزائر                                 | فرنسا           | فرنسا                                 |
| عادل عوشيش         | Adil Aouchiche           | سانت ايتيين             | 17         | الجزائر                                 | فرنسا           |                                       |
| وليم الغربي        | Walim Lgharbi            | أنجيه                   |            | المغرب                                  | فرنسا           |                                       |
| أمين غويري         | Amine Gouiri             | نيس                     | 11         | الجزائر                                 | فرنسا           | فرنسا                                 |
| نوح فطار           | Noah Fatar               | أنجيه                   | 17         | المغرب                                  | فرنسا           |                                       |
| ايلان قيس قبال     | Ilan Kebbal              | رانس                    | 20         | الجزائر                                 | الجزائر، فرنسا  |                                       |
| ماتيو قندوزي       | Matteo Guendouzi         | مارسيليا                | 6          | المغرب                                  | فرنسا           | فرنسا                                 |
| عبد الجليل مديوب   | Abdel Medioub            | بوردو                   | 3          | الجزائر                                 | فرنسا           | الجزائر                               |
| فريد الملالي       | Farid El Melali          | أنجيه                   | 28         | الجزائر                                 | فرنسا           |                                       |
| أيمن موفق          | Aïmen Moueffek           | سانت ايتيين             | 29         | المغرب                                  | فرنسا           | فرنسا تحت 20 سنة (سابقا)              |
| بلال نادر          | Bilal Nadir              | مارسيليا                | 39         | الجزائر                                 | الجزائر، فرنسا  | فرنسا تحت 19 (سابقًا)                  |
| زين الدين ولد خالد | Zinédine Ould Khaled     | أنجيه                   | 12         | الجزائر                                 | الجزائر، فرنسا  |                                       |